# Romuald Furmanek
Romuald Furmanek (ur. 28 sierpnia 1926 w Wojska, zm. 9 marca 2000) – polski architekt i urbanista, członek Oddziału Łódź Stowarzyszenia Architektów Polskich oraz Towarzystwa Urbanistów Polskich.

## Życiorys
W 1953 ukończył studia na Wydziale Architektury Politechniki Warszawskiej. Pracował jako projektant w biurze Miastoprojekt Północ, Wschód Oddział w Łodzi.
Jest autorem różnych projektów architektonicznych i urbanistycznych na terenie w Łodzi i okolicach, wśród nich można wymienić m.in.:  osiedle Bałuty I w Łodzi (1951; współautor Bolesław Tatarkiewicz), Liceum dla Wychowawczyń Przedszkoli z przedszkolem i internatem w Pabianicach (1953), plan ogólny zagospodarowania przestrzennego terenów przemysłowo-składowych w Pabianiacach (1955), osiedle im. W. Bytomskiej na Dołach (współautorzy: Krystyna Krygier, Stefan Krygier), osiedle Żubardź Południowy (współautorzy: Janusz Pietrzyński).
W 1963 został uhonorowany Brązowa Odznaką SARP, w 1967 Honorową Odznaką Miasta Łodzi, a w 1969 odznaczono go Srebrnym Krzyżem Zasługi. W 1993 otrzymał tytuł Członka Honorowego Towarzystwa Urbanistów Polskich.